# Don Mills
Don Mills är en stadsdel i Toronto i Kanada.   Den ligger i provinsen Ontario, i den sydöstra delen av landet, 300 km sydväst om huvudstaden Ottawa. Don Mills ligger 113 meter över havet och antalet invånare är 25 435.